# جوزيف ك. أوبراين
جوزيف ك. أوبراين (بالإنجليزية: Joseph C. O'Brien)‏ هو سياسي أمريكي، ولد في 25 نوفمبر 1965 في ورسستر في الولايات المتحدة. حزبياً، نشط في الحزب الديمقراطي.